# Bodo Bröse
Johannes Bodo Bröse (* 7. Februar 1927 in Auerbach im Vogtland; † 8. April 2015) war ein deutscher Pädagoge und Hochschullehrer.

## Leben

### Familie
Bodo Bröse entstammte einer Familie mit einem bankberuflichen Hintergrund; sein Vater, Curt Bröse und seine Mutter, Gertrud (geb. Spranger) waren Bankangestellte.
Im Jahr 1956 heiratete er Lydia Kowollik, doch die Ehe wurde später geschieden.
In zweiter Ehe heiratete er 1965 Jutta Alex.

### Werdegang
Seine schulische Laufbahn begann Bodo Bröse 1933 und erstreckte sich bis 1943, als er als Luftwaffenhelfer tätig war. In den Jahren 1944 und 1945 leistete er Arbeits- und Militärdienst. Nach dem Ende des Zweiten Weltkriegs legte er 1946 das Abitur am Gymnasium in Auerbach (siehe Goethe-Gymnasium Auerbach) ab und begann seine Lehrerausbildung.
Seine erste Lehrerprüfung absolvierte er 1948, gefolgt von der zweiten Lehrerprüfung im Jahr 1950. Um seine Kenntnisse zu vertiefen, nahm er von 1951 bis 1952 an einem Erweiterungsstudium in der Fachrichtung Hilfsschulpädagogik am Institut für Sonderschulwesen der Universität Halle-Wittenberg teil. Nach Abschluss dieses Studiums arbeitete er als Lehrer in Jena.
Er begann 1959 ein Studium der Sonder- und Heilpädagogik an der Universität Halle, welches er 1960 mit dem Staatsexamen abschloss. Seine akademische Laufbahn setzte er mit einer Promotion zum Dr. paed. im Jahr 1964 fort. In seiner Dissertation mit dem Titel Das 'leistungsbehinderte Kind' und seine Förderung in den polytechnischen Oberschulen der Stadt Jena analysierte er die Herausforderungen und Fördermöglichkeiten für Kinder mit Lernschwierigkeiten.
Von 1960 bis 1968 war er an der Sonderschule für charakteropathisch debile Kinder und Jugendliche Johannes Trüper in Jena, die 1955 verstaatlicht worden war, erst als stellvertretender Direktor und später als Direktor. In dieser Rolle setzte er seine pädagogischen Theorien in die Praxis um und trug zur Entwicklung innovativer Lehrmethoden für Lernbehinderte bei. Nach der Auflösung der, inzwischen in Hermann-Winzer-Sonderschule Jena oder Sonderschule Jena, umbenannten Schule, wurde er 1968 an das Institut für Sonderschulwesen der Universität Berlin, wo er als wissenschaftlicher Mitarbeiter in den Bereichen Didaktik und Grundlagen der Hilfsschulpädagogik tätig war.
1970 wurde er erneut promoviert, diesmal mit einer B-Promotion zum Dr. sc. paed. und erlangte die Facultas Docendi.
Seine Habilitation erreichte er 1972 an der Sektion Rehabilitationspädagogik der Humboldt-Universität zu Berlin mit einer Arbeit über die Entwicklung geistiger Fähigkeiten bei bildungsfähigen schwachsinnigen Kindern durch unterrichtsimmanente Übung des Vergleichens in der Hilfsschule. In der Folge wurde er zum Dozenten der Universität Berlin berufen.
Er war von 1973 bis 1976 wissenschaftlicher Mitarbeiter am Institut für Rehabilitationspädagogik der Humboldt-Universität zu Berlin und lehrte anschließend als ordentlicher Professor für Rehabilitationspädagogik an der Universität Rostock bis zu seinem Ruhestand im Jahr 1992; dort war er maßgeblich daran beteiligt, einen Wissenschaftsbereich für Sonderpädagogik aufzubauen.
In der akademischen Selbstverwaltung war Bodo Bröse von 1976 bis 1987 Wissenschaftsbereichsleiter und leitete von 1976 bis 1992 die Forschungsgruppe des Wissenschaftsbereichs. Zudem war er von 1976 bis 1989 Mitglied der Zentralen Fachkommission Sonderpädagogik der DDR sowie Mitglied der Fachkommission Rehabilitationspädagogik. Darüber hinaus engagierte er sich als Ausbildungsleiter im Deutschen Roten Kreuz und war ab 1976 Teil des Redaktionskollegiums der Fachzeitschrift Die Sonderschule. 1989 wurde er Mitglied der Kommission zur Reformierung des Sonderschulwesens nach der Wende.
Er veröffentlichte zahlreiche Beiträge in verschiedenen Fachzeitschriften, die seine Forschungen und Ansichten zur Rehabilitationspädagogik dokumentierten.

### Berufliches Wirken
Das Wirken von Bodo Bröse hat dazu beigetragen, die Bildungslandschaft für lernbehinderte Kinder zu verbessern und deren Integration in das Bildungssystem in der DDR zu fördern.

## Ehrungen und Auszeichnungen
Für seine Verdienste in der Bildung wurde Bodo Bröse 1961 als Verdienter Lehrer des Volkes ausgezeichnet.

## Mitgliedschaften
Bodo Bröse war Mitglied der Sozialistischen Einheitspartei Deutschlands (SED).

## Schriften (Auswahl)
- Das 'leistungsbehinderte Kind' und seine Förderung in den polytechnischen Oberschulen der Stadt Jena. 1964.
- Entwicklung geistiger Fähigkeiten bei bildungsfähigen schwachsinnigen Kindern durch unterrichtsimmanente Übung des Vergleichens in der Hilfsschule. 1972.
- Zur besonderen Vorbereitung der Debilen auf die praktischen Anforderungen des Lebens Rostock. Wilhelm-Pieck-Universität, Abt. Wissenschaftspublizistik, 1981.
- Winfried Baudisdi: Bodo Bröse; Chananin S. Samski: Einführung in die Hilfsschulpädagogik. Volk und Wissen Volkseigener Verlag, Berlin 1982.[4]
- Die besondere Vorbereitung Debiler auf praktische Anforderungen des Lebens Rostock. Wilhelm-Pieck-Universität, Abt. Wissenschaftspublizistik, 1987.